# Самозванец (телесериал)
«Самозванец» (англ. Impastor) — американский телевизионный сериал, созданный Кристофером Вейном, который стартовал на TV Land 15 июля 2015 года. В центре сюжета находится Бадди Доббс (Майкл Розенбаум), беглый игорный наркоман, который скрывается от пары ростовщиков украв личность у недавно умершего пастора-гея из небольшого города.
Сериал был заказан TV Land в рамках отказа канала от классических многокамерных ситкомов на современные, однокамерные. Его разработка началась в апреле 2014 года, а в июне было объявлено, что Розенбаум будет играть ведущую роль и выступит одним из исполнительных продюсеров. Сара Рю, Мирси Монро и Эйми Гарсиа позже присоединились к проекту в основных ролях. 1 октября 2014 года канал дал зелёный свет на производство первого сезона из десяти эпизодов. 31 августа 2015 года сериал был продлен на второй сезон, который стартовал 28 сентября 2016 года.
13 декабря 2016 года TV Land закрыл сериал.